# Buze Diriba
Buze Diriba (ur. 9 lutego 1994) – etiopska lekkoatletka specjalizująca się w biegach długich. 
W 2011 była dziesiąta w rywalizacji juniorek podczas mistrzostw świata w biegach przełajowych. Indywidualnie była szósta, a drużynowo wraz z koleżankami zdobyła złoto, podczas mistrzostw Afryki w biegach przełajowych (2012). Złota medalistka w biegu na 5000 metrów z mistrzostw świata juniorów (2012). W 2013 zdobyła srebro mistrzostw świata w biegach przełajowych w drużynie juniorek.

## Osiągnięcia
| Rok  | Impreza                                   | Miejsce      | Konkurencja      | Pozycja     | Wynik    |
| ---- | ----------------------------------------- | ------------ | ---------------- | ----------- | -------- |
| 2011 | Mistrzostwa świata w biegach przełajowych | Punta Umbría | bieg juniorek    | 10. miejsce | 19:34    |
| 2012 | Mistrzostwa Afryki w biegach przełajowych | Kapsztad     | bieg juniorek    | 6. miejsce  | 20:07    |
| 2012 | Mistrzostwa świata juniorów               | Barcelona    | bieg na 5000 m   | 1. miejsce  | 15:32,94 |
| 2013 | Mistrzostwa świata w biegach przełajowych | Bydgoszcz    | bieg juniorek    | 9. miejsce  | 18:29    |
| 2013 | Mistrzostwa świata w biegach przełajowych | Bydgoszcz    | drużyna juniorek | 2. miejsce  |          |
| 2013 | Mistrzostwa świata                        | Moskwa       | bieg na 5000 m   | 5. miejsce  | 15:05,38 |

## Rekordy życiowe
- bieg na 3000 metrów – 8:39,65 (20 lipca 2012, Monako)
- bieg na 5000 metrów – 14:50,02 (13 czerwca 2013, Oslo)
- bieg na 10 000 metrów – 31:33,27 (2 maja 2015, Stanford)